# Stazione di Pietragalla (FAL)
La stazione di Pietragalla è una stazione ferroviaria della ferrovia Altamura-Avigliano-Potenza, gestita dalle Ferrovie Appulo Lucane. Si trova a Pietragalla, in provincia di Potenza.